# Hoplochaetina subtilis
Hoplochaetina subtilis är en ringmaskart som beskrevs av Lee 1959. Hoplochaetina subtilis ingår i släktet Hoplochaetina och familjen Acanthodrilidae. Inga underarter finns listade i Catalogue of Life.